# Onderscheidingsteken voor Langdurige Dienst als officier der Koninklijke Marine Reserve
Het Onderscheidingsteken voor Langdurige Dienst als officier der Koninklijke Marine Reserve werd van 1896 tot 1926 toegekend. De Nederlandse Koninklijke Marine maakte in deze tijd onderscheid tussen de decoraties voor officieren der reserve, de actieve dienst en de officieren van het stoomwezen die verantwoordelijk waren voor de voortstuwing van de schepen.
Bij Koninklijk Besluit no. 40 van 10 maart 1896 werd door Koningin Wilhelmina der Nederlanden een apart kruis ingesteld voor de reserve-officieren van de Koninklijke Marine. De vorm was gelijk aan dat van het in 1844 ingestelde verguld zilveren Onderscheidingsteken voor Langdurige Dienst als Officier maar de daarop geplaatste gesp met het jaartal is van zilver.De reservisten  droegen het onderscheidingsteken aan een egaal oranje lint.
De onderscheiding is op 1 januari 1926 opgeheven, Alle officieren en reserve-officieren van de Nederlandse Koninklijke Marine krijgen sindsdien bij hun jubilea hetzelfde "jeneverkruis".